# 羽島市立正木小学校
羽島市立正木小学校 （はしましりつ まさきしょうがっこう）は、岐阜県羽島市にある公立小学校。

## 通学区域
- 通学区域は正木町新井、正木町大浦、正木町須賀、正木町不破一色、正木町曲利の一部、正木町三ツ柳の一部、正木町森、正木町光法寺1・2丁目、正木町大浦新田1-10丁目、正木町上大浦1-7丁目、正木町坂丸1-6丁目、正木町南及1-9丁目、正木町森1-16丁目、正木町森新田1-5丁目、正木町須賀赤松、正木町須賀本村、正木町須賀小松、正木町須賀池端であり、正木町のほぼ全域である。公立中学校の進学先は羽島市立羽島中学校である[1]。

## 沿革
- 1873年（明治6年） - 三ツ柳村に三光学校が開校。因覚寺[注釈 1]を仮校舎とする。
- 1882年（明治15年） - 新井村に移転。
- 1889年（明治22年） - 新井簡易科小学校に改称する。
- 1897年（明治30年） - 
  - 南及村、光法寺村、森村、坂丸村、不破一色村、大浦村、曲利村、新井村、須賀村、三ツ柳村が合併し、正木村が発足。
  - 正木尋常高等小学校に改称する。
- 1941年（昭和16年） - 正木国民学校に改称する。
- 1947年（昭和22年） - 正木村立正木小学校に改称する。
- 1954年（昭和29年）4月1日 - 正木村、足近村、小熊村、竹ヶ鼻町、上中島村、下中島村、江吉良村、堀津村、福寿村、桑原村が合併し羽島市が発足。同時に羽島市立正木小学校に改称する。